# Переохлаждённая жидкость
Переохлаждённая жидкость — жидкость, имеющая температуру ниже температуры кристаллизации при данном давлении. Является одним из неустойчивых (метастабильных) состояний жидкости, наряду с перегретой жидкостью.
Переохлаждённая жидкость получается из обычной путём охлаждения при отсутствии центров кристаллизации или методом чрезвычайно быстрого охлаждения.
Существует точка зрения, что обыкновенное (силикатное) стекло является примером переохлаждённого, метастабильного, аморфного состояния вещества.
Если очистить воду от примесей, то её можно охладить до температуры −48.3 °C. Так как при замерзании водоёмов происходит их самоочистка от центров кристаллизации и примесей, то переохлажденные состояния воды часто имеют место в естественной среде. В частности, это явление приводит к формированию донного льда.

## Экспериментальные методы получения переохлаждённых жидкостей
Все известные методы получения переохлаждённых, метастабильных материалов можно разделить на две большие группы: к первой из них относятся методы чрезвычайно быстрого охлаждения, которое приводит к замедлению процессов диффузии, необходимых для формирования новой фазы, а ко второй группе обычно принадлежат методы, основанные на устранении из расплава потенциальных центров кристаллизации.
Результатом применения первой группы методов являются чрезвычайно вязкие, аморфные тела, которые по своим механическим свойствам напоминают кристаллические тела, но при этом не обладают дальним порядком. Метод же, основанный на уменьшении числа потенциальных центров кристаллизации позволяет получить метастабильные жидкости, существующие в жидком состоянии значительно ниже равновесной температуры плавления.
Как следует из термодинамических соображений, наличие твердых примесей (оксидов, подложки, материала тигля или тугоплавких примесей) резко снижает работу образования критического зародыша кристаллической фазы, что вызывает быструю кристаллизацию всего образца. Поэтому долгое время полученные величины переохлаждений исчислялись несколькими градусами.
Значительные успехи в начале изучения процесса переохлаждения связаны с именем Дэвида Тернбулла, который предложил использовать для изучения переохлаждения при кристаллизации жидкой фазы метод микрообъемов. Тернбулл предложил осуществить разбиение максимально очищенного расплава на по возможности большое число отдельных частиц. Поскольку число примесей в исходном расплаве конечно, можно ожидать, что среди этих частиц могут оказаться те, которые вовсе не содержат примесей.
Дальнейшее развитие идеи Тернбулла получили в методе смены механизма конденсации, который сочетает идеи о разбиении вещества на множество частиц с вакуумными методами получения образцов. В основе этого метода лежит предположение о том, что температура максимального переохлаждения жидкой фазы, соответствует температуре смены механизма конденсации от пар—жидкость к пар—кристалл. С помощью этой методики были получены гигантские переохлаждения, которые в ряде случаев приближались к прогнозируемому из термодинамических соображений значений в 0.4 температуры плавления.
В результате этих исследований было установлено, что предельная температура переохлаждения, которая может быть достигнута для данного материала, определяется тем материалом, с которым он находится в контакте. Так наибольшие переохлаждения были достигнуты в том случае, если расплав находился в контакте с инертным по отношению к нему углеродом, а наименьшие — тогда, когда расплав находился в контакте с кристаллическим металлом.
Размерный эффект изучался в работе. В результате было установлено, что управляя размером жидкой фазы можно существенным образом изменять величину переохлаждения. Так для массивных частиц висмута, находящихся в контакте с медью, переохлаждение составляет около 60 К. В то же время для наноразмерных включений этого материала зарегистрированное авторами переохлаждение составило около 120 К.